# Fat Man
Fat Man (en español: Hombre Gordo,en japonés: ファットマン Fattoman?) fue el nombre clave utilizado para el dispositivo nuclear que fue detonado en la ciudad de Nagasaki en Japón por los Estados Unidos el jueves 9 de agosto de 1945. Históricamente fue el tercer dispositivo nuclear en ser detonado después de la prueba Trinity y de Little Boy, la bomba lanzada sobre Hiroshima. Es también el segundo y, hasta la fecha, último dispositivo nuclear utilizado en un ataque contra la población civil.
El arma fue lanzada desde el bombardero B-29 Bockscar, pilotado por el Comandante Charles Sweeney. A pesar de tener casi el doble de potencia que Little Boy lanzada en Hiroshima tres días antes, la extensión del daño fue menor debido a la topografía de Nagasaki, sin embargo se estima que 40 000 personas murieron en este ataque y otras 25 000 fueron heridas, y varios miles morirían después debido a heridas relacionadas, envenenamiento y radiación residual.

## Características
El dispositivo medía 3,25 m de longitud por 1,52 m de diámetro, pesaba 4670 kg y su fuerza era de 21 kilotones (104,1 TJ). Fue detonada a una altitud de 550 metros sobre la ciudad.

### Tecnología
Era una bomba de tipo de implosión que utilizaba plutonio. Una esfera hueca subcrítica de plutonio se rodeó de una esfera mayor de explosivos, la cual fue detonada en toda su superficie simultáneamente comprimiendo así el plutonio y aumentando su densidad hasta conseguir las condiciones supercríticas que produjeran una explosión nuclear.
Debido al complicado mecanismo de detonación, fue necesario realizar una prueba completa del concepto antes de que los científicos y militares pudieran sentirse seguros de que el dispositivo funcionaría adecuadamente en condiciones de batalla, por lo que el 16 de julio de 1945, un dispositivo que utilizó un mecanismo similar fue detonado en una prueba en Nuevo México. Esta prueba se conoció como Prueba Trinity.

## Diseño
1. Una de las cuatro espoletas AN 219.
2. Antena de radar Archie.
3. Placa con baterías (para detonar la carga que rodea los componentes nucleares).
4. X-Unit, un conjunto de disparo colocado cerca de la carga.
5. Bisagra que fija las dos partes elipsoidales de la bomba.
6. Paquete de física (ver detalles a continuación).
7. Placa con instrumentos (radares, baroswitches y temporizadores).
8. Colector Barotube.
9. Conjunto de cola de paracaídas de California (lámina de aluminio de 0,20 pulgadas (5,1 mm)).

## Véase también

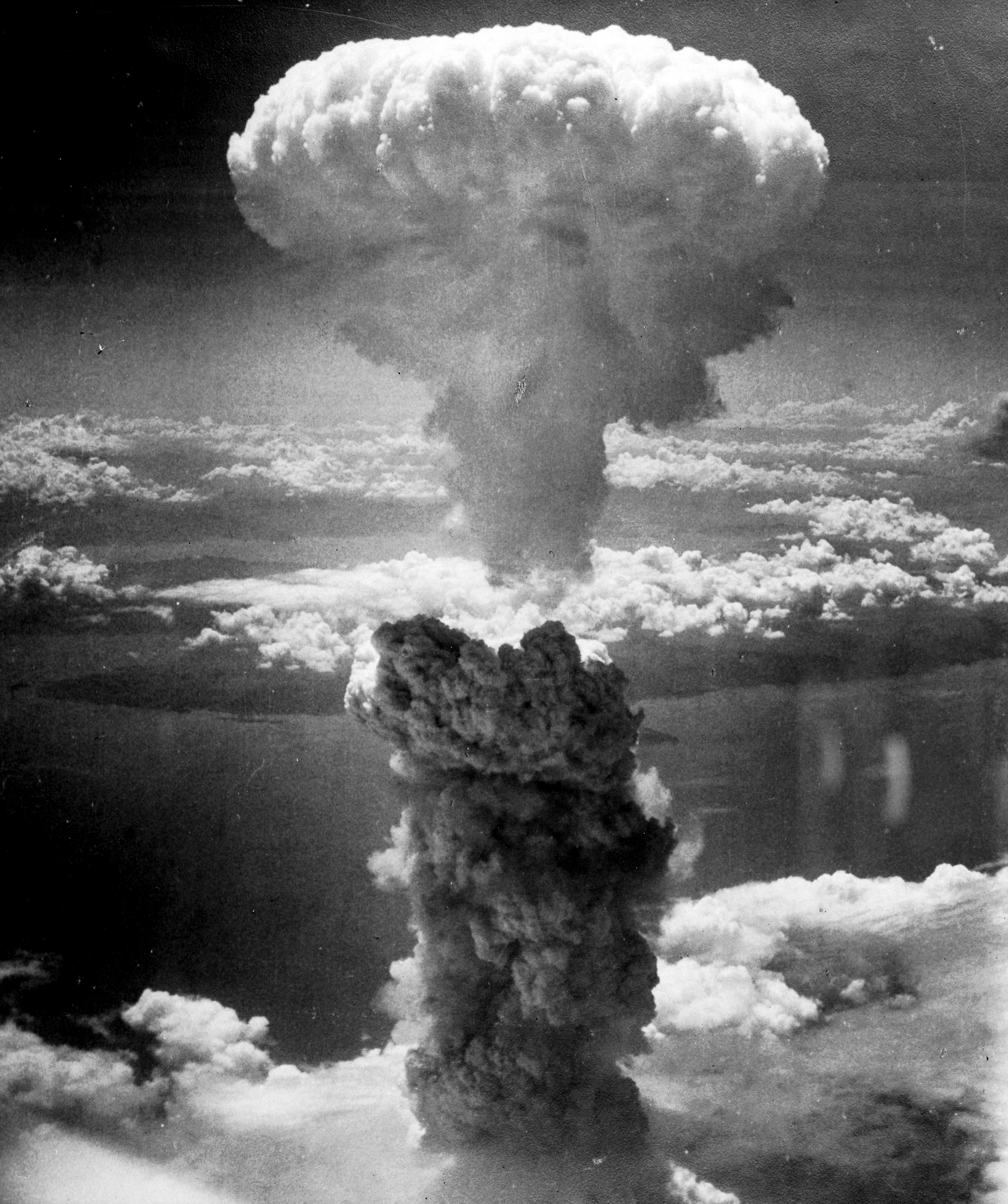
La nube de hongo sobre Nagasaki producida por la explosión de la bomba Fat Man el 9 de agosto de 1945.